# Andrij Bal

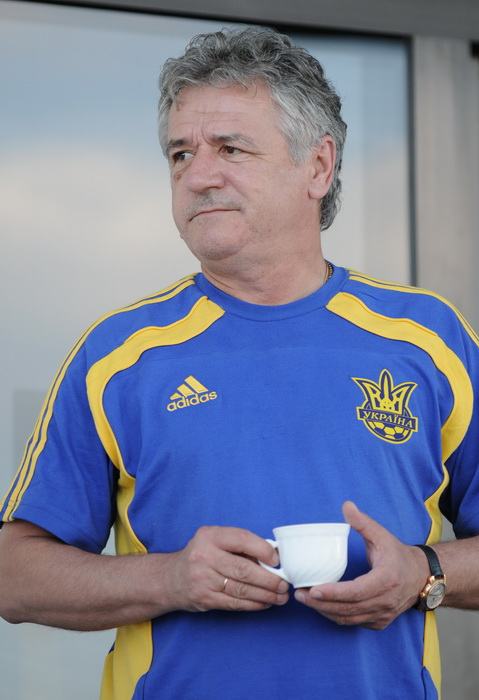
Andrij Bal (2011)

Andrij Bal (ukrainisch Андрій Михайлович Баль, * 16. Januar 1958 in Rosdil,  Oblast Lwiw, Ukrainische SSR; † 9. August 2014 in Kiew) war ein sowjetischer Fußballspieler und ukrainischer Fußballtrainer.

## Karriere
Andrij Bal startete seine Karriere als Fußballspieler im Jahr 1976 in der ersten Mannschaft von Karpaty Lwiw. Mit diesem Team gelang ihm 1979 der Aufstieg in die höchste sowjetische Spielklasse. Im Jahr 1981 wechselte Bal zu Dynamo Kiew; mit Dynamo wurde er zwischen 1981 und 1990 viermal sowjetischer Meister, dreimal Vizemeister sowie viermal sowjetischer Pokalsieger. In der Saison 1985/86 gewann er mit seiner Mannschaft den Europapokal der Pokalsieger.
Im Jahr 1977 gewann Andrij Bal mit dem sowjetischen Team die Junioren-WM in Tunesien. Für die Sowjetische Nationalmannschaft spielte er zwischen 1981 und 1989 insgesamt 20-mal und erzielte ein Tor.  Er nahm an den Weltmeisterschaften 1982 in Spanien und 1986 in Mexiko teil.
Zu Beginn des Jahres 1991 wechselte Bal nach Israel, zunächst zu Maccabi Tel Aviv, zu Beginn der Saison 1991/92 dann zu Bne Jehuda Tel Aviv. In Israel begann Bal auch seine Laufbahn als Trainer; unter anderem war er Assistenztrainer bei Maccabi Haifa sowie Cheftrainer bei Maccabi Herzlia.
Nach einer Zeit als Assistenztrainer bei Dynamo Kiew war Bal von 2001 bis 2003 Cheftrainer von Worskla Poltawa. Seit dem Jahr 2003 war Bal Assistent von Oleh Blochin im Trainerstab der Ukrainischen Nationalmannschaft und nahm an der WM 2006 in Deutschland teil.
Nachdem Bal von 2007 bis 2009 erneut Assistenztrainer von Blochin beim FK Moskau gewesen war, übernahm er zu Beginn der Saison 2009/10 das Team von Tschornomorez Odessa, wurde allerdings bereits während der Saison wegen Erfolglosigkeit entlassen. Seit Anfang 2011 gehörte Bal wieder dem Trainerstab der ukrainischen Nationalmannschaft an.
Andrij Bal starb im Alter von 56 Jahren in Kiew während eines Altherren-Fußballspiels in Folge eines Blutgerinnsels und wurde auf dem Baikowe-Friedhof beerdigt.